# Anas (prénom)
Pour les articles homonymes, voir Anas (homonymie).
Anas, Anass, Anasse, Anès en arabe ou encore Enes en turc, est un prénom d'origine arabe qui signifie « l'homme », « le genre humain », également « l'ami », « le confident » ou « le compagnon » (arabe : أنس). Très répandu en Afrique du Nord, notamment au Maroc et en Algérie, il est aussi usité en Andalousie, dans le Sud de l’Espagne. 
Ce prénom était déjà en usage dans les tribus arabes de Médine avant l'Islam. C'était entre autres le prénom d'un compagnon du prophète Mahomet, Anas ibn Mālik (631-711), orateur de Médine, qui l'a servi pendant dix ans et qui a rapporté une part importante de sa tradition (Hadith).
Dans certains cas, on peut également avoir affaire au prénom arabo-berbère apparenté Anās (arabe : أناس) « sociable et de bonne compagnie ».
Lorsque ce nom ne représente pas l'anthroponyme d'origine arabe, il peut correspondre à un diminutif des prénoms d'origine grecque Anastapoulos, Anastasio et Anastase.

## Personnalités portant ce prénom
- Pour l'ensemble des articles sur les personnes portant ce prénom, consulter :
  - la liste des articles dont le titre commence par ce prénom
  - les listes produites par Wikidata : Liste des personnes de prénom « Anas » — même liste en incluant les éventuels prénoms composés qui contiennent « Anas ».